# Serhiy Smelyk
Serhiy Smelyk (né le 19 avril 1987 à Krasnodon dans l'oblast de Louhansk) est un athlète ukrainien, spécialiste du sprint.

## Biographie
Aux Championnats d'Europe de 2012 à Helsinki, Serhiy Smelyk termine à la cinquième place sur 100 mètres en 10 s 34. En demi-finales, il réalise 10 s 28, record personnel. Il prend également part aux séries du 200 mètres, mais est disqualifié pour faux départ.
À Kazan en juillet 2013, il remporte en 38 s 56, avec Ruslan Perestyuk, Ihor Bodrov et Vitaliy Korzh, le titre du relais 4 × 100 m lors de l'Universiade d'été et porte son record sur 100 m à 10 s 21.
Il porte son record sur 200 m à 20 s 42 sans parvenir à se qualifier pour la finale des Championnats du monde 2013 à Moscou.
Il bat son record en 20 s 30 pour remporter la médaille de bronze du 200 m lors des Championnats d'Europe 2014 à Zurich.
Depuis 2014, il co-détient le record national du relais 4 x 100 m en 38 s 53, avec Emil Ibrahimov, Ihor Bodrov et Vitaliy Korzh
Le 12 juin 2016, il profite des conditions d'altitude d'Erzurum pour porter son record sur 100 m à 10 s 10, ce qui le qualifie pour les Jeux olympiques à Rio. Une semaine plus tard, il est sacré champion d'Ukraine du 200 m en 20 s 40.
Le 25 juin 2017, il remporte le 200 m des Championnats d'Europe par équipes Super Ligue, à Villeneuve-d'Ascq, en 20 s 53, meilleur temps de la saison.
Avec l’équipe d’Ukraine, il remporte la médaille d’or par équipes lors de la finale des Jeux européens de 2019, en remportant l’épreuve individuelle du 100 m en 10 s 44, et en ayant obtenu 10 s 35, son meilleur temps de la saison en demi-finale.

## Palmarès
| Date | Compétition                       | Lieu             | Résultat | Épreuve   | Temps   |
| ---- | --------------------------------- | ---------------- | -------- | --------- | ------- |
| 2011 | Championnats d'Europe par équipes | Stockholm        | 10e      | 100 m     | 10 s 54 |
| 2012 | Championnats d'Europe             | Helsinki         | 5e       | 100 m     | 10 s 34 |
| 2013 | Championnats d'Europe par équipes | Gateshead        | 3e       | 200 m     | 20 s 62 |
| 2013 | Universiade                       | Kazan            | 4e       | 100 m     | 10 s 21 |
| 2013 | Universiade                       | Kazan            | 1er      | 4 × 100 m | 38 s 56 |
| 2013 | Ligue de diamant                  | Ligue de diamant | 3e       | 200 m     | détails |
| 2014 | Championnats d'Europe             | Zurich           | 3e       | 200 m     | 20 s 30 |
| 2014 | Coupe continentale                | Marrakech        | 5e       | 200 m     | 20 s 37 |
| 2015 | Championnats d'Europe par équipes | Tcheboksary      | 1er      | 200 m     | 20 s 45 |
| 2015 | Jeux mondiaux militaires          | Mungyeong        | 2e       | 200 m     | 20 s 74 |
| 2017 | Championnats d'Europe par équipes | Lille            | 1er      | 200 m     | 20 s 53 |
| 2018 | Championnats d'Europe             | Berlin           | 5e       | 4 x 100 m | 38 s 71 |
| 2019 | Championnats d'Europe par équipes | Bydgoszcz        | 3e       | 4 x 100 m | 39 s 02 |
| 2019 | Championnats des Balkans          | Pravetz          | 1er      | 200 m     | 20 s 50 |
| 2019 | Championnats des Balkans          | Pravetz          | 1er      | 4 x 100 m | 40 s 40 |
| 2019 | Jeux mondiaux militaires          | Wuhan            | 4e       | 100 m     | 10 s 39 |

## Records
| Épreuve    | Temps   | Lieu    | Date         |
| ---------- | ------- | ------- | ------------ |
| 100 mètres | 10 s 10 | Erzurum | 12 juin 2016 |
| 200 mètres | 20 s 30 | Zurich  | 15 août 2014 |